# Andrea Falconieri
Andrea Falconieri, též Andrea Falconiero (1585/1586 – 29. července 1656) byl italský barokní skladatel a loutnista.
Pocházel z Neapole nebo Španělska. V letech 1604-1614 žil v Parmě, odkud se přestěhoval do Říma a pak do Neapola, kde řídil královskou kapelu. Na počátku třicetileté války procestoval též Francii a Španělsko. Zemřel na mor. Mezi jeho díla patří různá moteta, madrigály, villanelly a instrumentální skladby.